# 喬惟槐
乔惟槐（？—？），字三吾，湖广巴陵（今湖南岳阳）人。明朝政治人物。

## 生平
隆慶四年（1570年）庚午科湖廣鄉試举人。任福建邵武府推官，有政绩，升安顺府知府。历石阡府知府。累官四川按察司副使。以奉养双亲，致仕归。